# RS-431
Pour les articles homonymes, voir Route 431.
La RS-431 est une route locale Nord-Est de l'État du Rio Grande do Sul. Elle relie la municipalité de Dois Lajeados à celle de Bento Gonçalves, la RS-130 à la BR-470. Elle dessert les communes de Dois Lajeados, São Valentim do Sul, Monte Belo do Sul et Bento Gonçalves, et est longue de 43 km.